# Unshō Ishizuka
Pour les articles homonymes, voir Ishizuka.
Unshō Ishizuka (石塚 運昇, Ishizuka Unshō), de son vrai nom Yukinori Ishizuka (石塚 運昇, Ishizuka Yukinori), né le 16 mai 1951 à Katsuyama dans la préfecture de Fukui et mort le 13 août 2018, est un seiyū japonais.
Il travaillait pour Aoni Production.

## Rôles

### Animation
- L'Attaque des Titans : Père d'Annie Leonhart
- Beet the Vandel Buster : Beltoze
- Berserk : voix, narrateur
- Terra Formars : Sylvester Asimov
- Cowboy Bebop : Jet Black
- Dragon Ball Z Kai : Mr. Satan
- Dragon Ball Super : Mr. Satan, Kaseral
- Fullmetal Alchemist: Brotherhood : Van Hohenheim
- Hellsing : Peter Ferguson
- Initial D : Bunta Fujiwara
- JoJo's Bizarre Adventure: Stardust Crusaders : Joseph Joestar
- Magic Kaito 1412 : inspecteur Nakamori
- Naruto : Zabuza Momochi
- Mahoromatic : Hayato Daimon
- One Piece : Borsalino (Kizaru), Kong
- Pokémon : professeur Chen, Raphaël Chen et le narrateur
- Samurai champloo : Manzō La Scie
- Wolf's Rain : Quent Yaiden
- Naruto Shippuden : Les Liens : Shinnô
- Oban Star Racers : Don Wei
- Capcom vs. SNK 2 : Guile
- Tekken : Heihachi Mishima
- Yo-kai Watch Shadowside: Oni-ō no Fukkatsu : Rasen, le roi-démon
- Banana Fish : Dino Golzine
- One Punch Man : Scaravageur
- JoJo's Bizarre Adventure: Diamond is Unbreakable : Joseph Joestar